# Méricourt (Pas-de-Calais)
Méricourt is een gemeente in het Franse departement Pas-de-Calais (regio Hauts-de-France). De plaats maakt deel uit van het arrondissement Lens. Méricourt telde op 1 januari 2022 11.651 inwoners.

## Geografie
De oppervlakte van Méricourt bedroeg op 1 januari 2022 7,53 vierkante kilometer; de bevolkingsdichtheid was toen 1.547,3 inwoners per km².

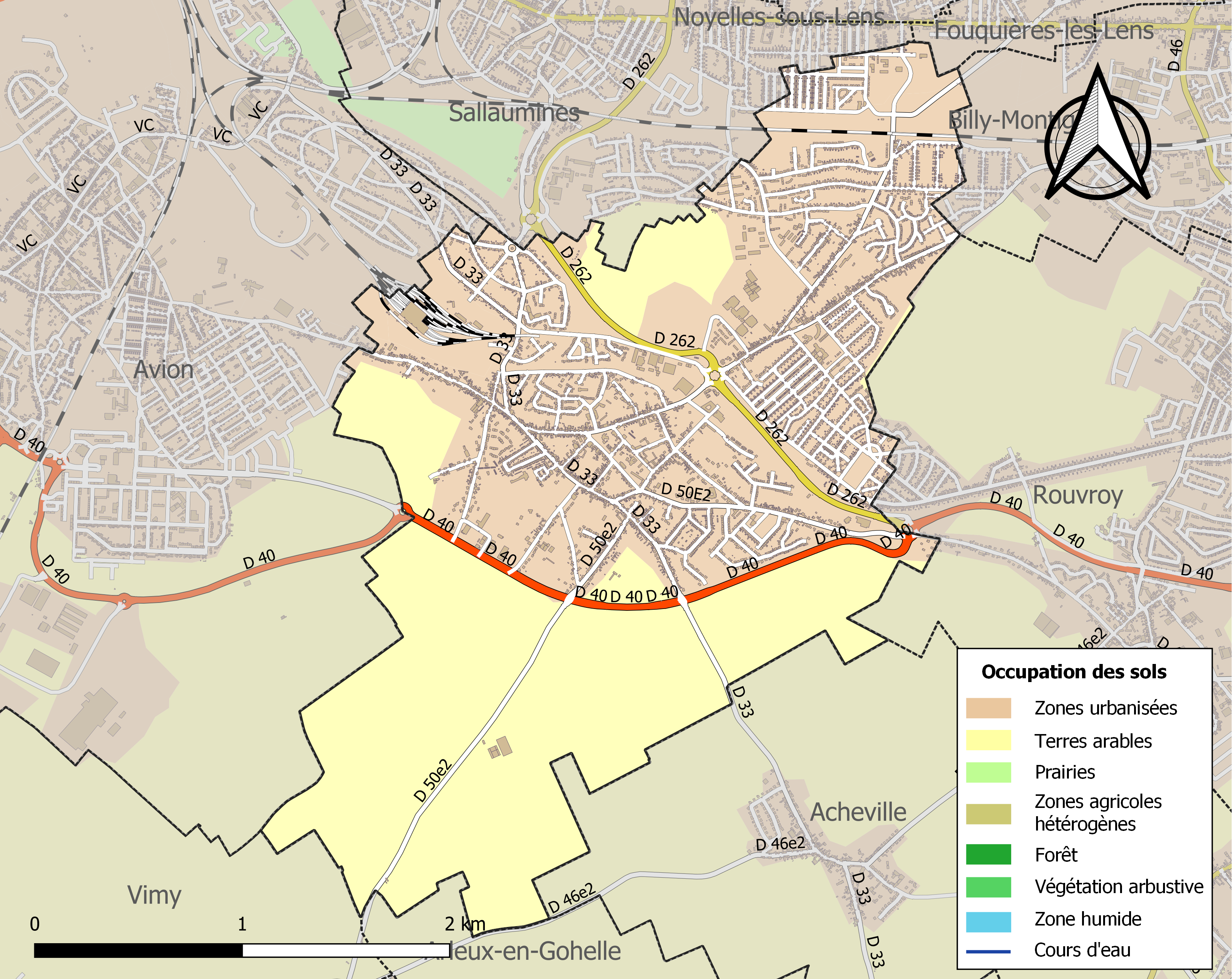
Kaart van de gemeente met belangrijkste infrastructuur, bodemgebruik en omliggende gemeenten

## Demografie
Onderstaande figuur toont het verloop van het inwonertal (bron: INSEE-tellingen).